# Fjósatungufjall
Fjósatungufjall är ett berg i republiken Island. Det ligger i regionen Norðurland eystra, 250 km nordost om huvudstaden Reykjavík. Toppen på Fjósatungufjall är 803 meter över havet.
Trakten runt Fjósatungufjall är nära nog obefolkad, med mindre än två invånare per kvadratkilometer. Närmaste större samhälle är Akureyri, omkring 12 kilometer nordväst om Fjósatungufjall. Trakten runt Fjósatungufjall består i huvudsak av gräsmarker.